# Інститут фізики конденсованих систем НАН України
Інститу́т фі́зики конденсо́ваних систе́м НАН Украї́ни (ІФКС НАН України) у Львові — науково-дослідна установа, що перебуває у віданні Національної академії наук України і входить до складу Відділення фізики і астрономії Національної академії наук України.

## Історія

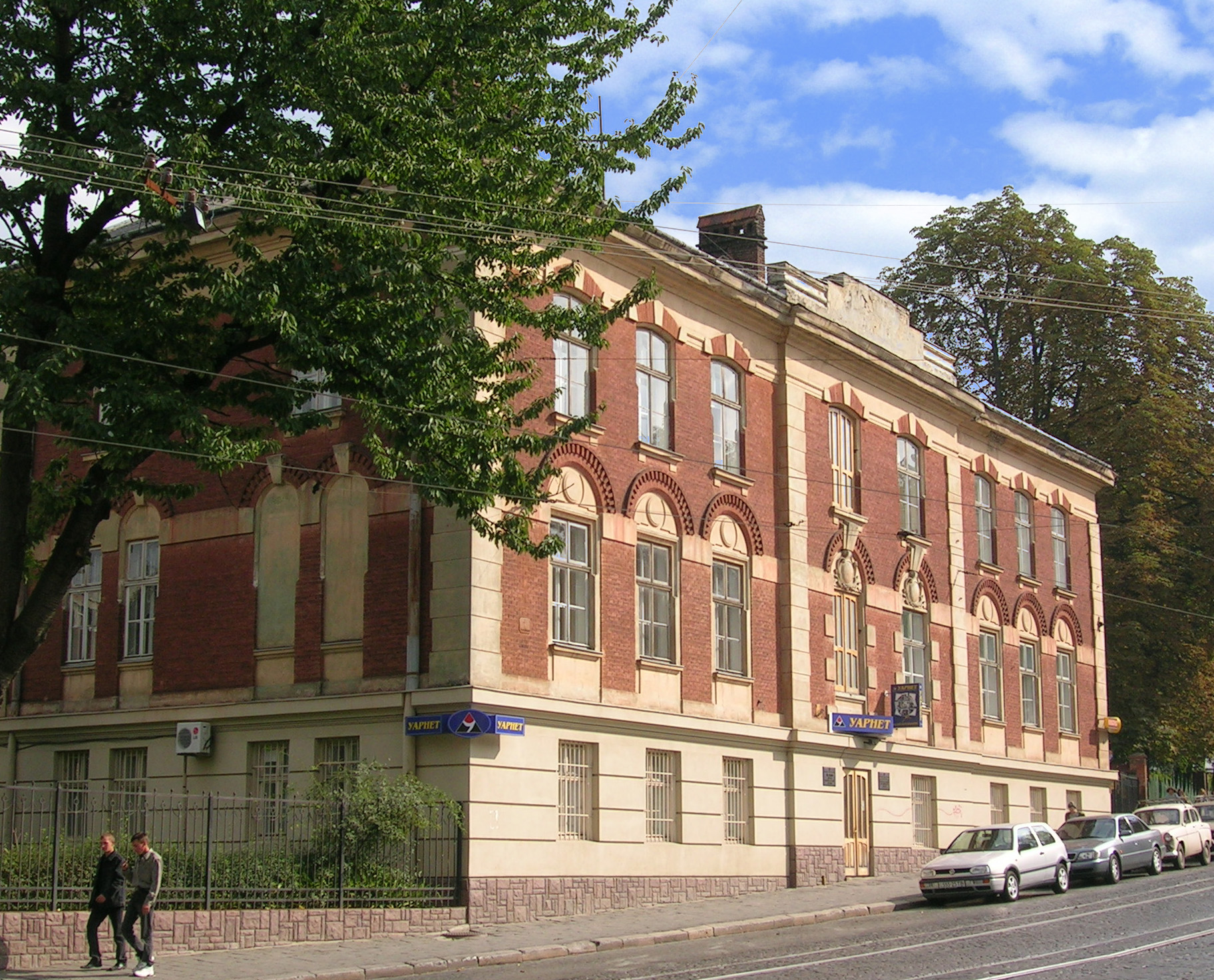
Головна будівля Інституту фізики конденсованих систем НАН України

Створений у вересні 1990 року, хоча фактичний літопис Інституту розпочався навесні 1969 року, коли у Львові з ініціативи професора Ігоря Рафаїловича Юхновського, тоді завідувача кафедрою теоретичної фізики Львівського державного університету, було утворено відділ статистичної теорії конденсованих станів київського Інституту теоретичної фізики АН УРСР (тепер — Інститут теоретичної фізики імені М. М. Боголюбова НАН України). До роботи у відділі почала активно залучатися талановита студентська молодь і випускники Львівського державного університету ім. І. Я. Франка, що стало згодом доброю традицією.
У 1980 році, коли відділ зміцнів кадрово, на його основі було створено ще два наукові підрозділи — відділ теорії розчинів (завідувач член-кореспондент НАН України Мирослав Головко) та відділ квантової статистики (завідувач доктор фізико-математичних наук Іван Олександрович Вакарчук), що дало змогу відкрити у тому ж році Львівське відділення статистичної фізики ІТФ АН УРСР. Утворений на базі Відділення у 1990 році Інститут фізики конденсованих систем НАН України став першим академічним інститутом із фундаментальних досліджень у галузі фізики на Західній Україні, а його першим директором і засновником став академік НАН України І. Р. Юхновський.

## Основні напрямки досліджень
Основні напрямки діяльності Інституту:
- Статистична теорія твердих тіл і м'якої речовини
- Комп'ютерне моделювання фізичних процесів і розрахунки основних фізичних характеристик конденсованих систем

В Інституті одержано низку принципово важливих фундаментальних результатів у галузі фізики конденсованої речовини.
Тематика фундаментальних наукових досліджень:
- Методи статистичної фізики
- Теорія рідин, розчинів електролітів, м'якої речовини
- Мікроскопічна теорія фазових переходів
- Квантова теорія твердих тіл, систем з водневими зв'язками, високотемпературної надпровідності
- Теорія нерівноважних процесів
- Теорія релятивістичних систем
- Статистична теорія псевдоспінових систем та частково збуджених систем
- Фізика поверхні, мікроскопічні основи гетерогенного каталізу
- Числові методи, комп'ютерний експеримент

Отримані результати базуються на запропонованих тут оригінальних теоретичних методах, серед яких: метод зміщень і колективних змінних; техніка інтегральних рівнянь для іонних та іон-молекулярних систем із асоціативними взаємодіями; метод наближеного перетворення ренормгрупи у схемі пошарового інтегрування, багатогустинний формалізм для опису асоціативних ефектів у рідинах; методика вузлових операторів для багаторівневих систем і розвинута на її основі техніка розрахунку кореляційних функцій; методика симетризованих функцій Гріна, метод узагальнених колективних мод у динамічній теорії рідин та ін. На основі цих методів розроблено мікроскопічні теорії: складних рідин та розчинів електролітів, систем із самоасоціацією, електролітичних плівок та мембран, колоїдних систем, квантових бозе- та фермі-систем, металів та сплавів, кристалічних і невпорядкованих систем із сильними короткодіючими взаємодіями, сегнетоелектричних кристалів та систем з водневими зв'язками, фазових переходів, оптичних і деформаційних ефектів у кристалах та цілий ряд інших. Усі ці результати привели до міжнародного визнання Львівської наукової школи статистичної фізики, ідейним натхненником якої став академік НАН України І. Р. Юхновський.
В ІФКС НАН України проводяться також дослідження прикладного характеру.
Тематика прикладних наукових досліджень:
- Дослідження фізико-хімічних властивостей паливовмісних матеріалів об'єкта «Укриття» Чорнобильської атомної електростанції
- Дослідження фізико-хімічних процесів гетерогенного каталізу
- Розвиток та застосування сучасних інформаційних та комп'ютерних технологій
- Розробка теоретичних методів оптичного розпізнавання образів та захисту інформації

## Структура
До структури Інституту входять сім наукових відділів, чотири ради, обчислювальний кластер, журнал, бібліотека.
Наукові відділи:
- статистичної теорії конденсованих систем. Завідувач відділу доктор фізико-математичних наук М. П. Козловський. Тематика досліджень — теорія фазових переходів і критичних явищ
- квантової статистики. Завідувач відділу член-кореспондент НАН України І. В. Стасюк. Тематика досліджень — квантова теорія систем з водневими зв'язками та сильними кореляціями
- теорії розчинів. Завідувач відділу член-кореспондент НАН України М. Ф. Головко. Тематика досліджень — рівноважна теорія рідин, розчинів електролітів та багатокомпонентних плинів, а також об'єктів фізики м'якої речовини
- теорії нерівноважних процесів. Завідувач відділу доктор фізико-математичних наук М. В. Токарчук. Тематика досліджень — нерівноважна статистична фізика та явища переносу
- комп'ютерного моделювання багаточастинкових систем. Завідувач відділу доктор фізико-математичних наук Т. М. Брик. Тематика досліджень — розвиток методів комп'ютерного моделювання та розрахунки основних характеристик конденсованих систем
- теорії модельних спінових систем. Завідувач відділу д.ф.-м.н. О. В. Держко. Тематика досліджень — квантова теорія твердих тіл, магнетиків і сегнетоелектриків
- квантово-статистичні теорії процесів каталізу. Завідувач відділу академік НАН України І. М. Мриглод. Тематика досліджень — фізика поверхні і механізми каталізу, фазова поведінка і явища переносу у сумішах та просторово-неоднорідних системах.

Також інститут є базовою установою для ДП НТЦ Уарнет.

## Діяльність
У 1992 році Інститутом започаткована науково-телекомунікаційна діяльність засобами комп'ютерної мережі Інтернет, яку нині здійснює найбільший провайдер Західної України і Національної академії наук в цілому — Науково-телекомунікаційний центр «Українська академічна і дослідницька мережа» (УАРНет) [Архівовано 29 жовтня 2007 у Wayback Machine.]. Саме з Інституту в лютому 1993 року було здійснено перше в Україні некомутоване підключення до глобального Інтернету. У 2002 році тут запущено в дію перший у НАН України розрахунковий кластер. Після його модернізації у 2004 та 2006 роках він залишається серед лідерів за своєю продуктивністю в Україні. У 2007 році кластер приєднано до GRID мережі НАН України.
З 1993 року Інститут видає щоквартальний журнал «Condensed Matter Physics» [Архівовано 22 травня 2008 у Wayback Machine.], у якому публікуються оригінальні та оглядові статті зі статистичної фізики та теорії конденсованої речовини. Журнал визнано Європейським фізичним товариством, а з 2005 року він включений до списку основних наукових видань (Thomson ISI Master Journal List  [Архівовано 28 грудня 2007 у Wayback Machine.]), що ведеться американським Інститутом наукової інформації. При журналі працює міжнародна редколегія, до складу якої входять провідні фахівці з семи країн світу. Світовою також є географія авторів, що надсилають свої рукописи для опублікування у цьому журналі. Імпакт-фактор «Condensed Matter Physics» в 2007 році був 0,470, що є другим найвищим імпакт-фактором серед українських наукових журналів.
Щорічно за результатами досліджень науковці Інституту публікують близько 200 наукових праць, більшість з яких — це статті в провідних фахових виданнях і, переважно, у закордонних журналах.
При Інституті діє спеціалізована рада із захисту докторських дисертацій за спеціальностями «Теоретична фізика», «Фізика твердого тіла» та «Фізика колоїдних систем». При Інституті активно працює Рада молодих вчених, що координує роботу молодих науковців, організовує цікаві туристичні подорожі, тематичні вечори та бере участь в організації усіх науково-конференційних заходів Інституту.
Важливе місце в роботі Інституту займає підготовка молодих фахівців і викладацька праця. При ІФКС НАН України працює філія кафедри інженерного матеріалознавства та прикладної фізики Національного університету ``Львівська політехніка", що структурно входить до Науково-навчального центру Західного наукового центру НАН України і МОН України. Тут створено спеціалізований комп'ютерний клас для навчання студентів, що дає змогу опановувати методи виконання складних кластерних розрахунків. Працівники Інституту керують курсовими та дипломними роботами і викладають спецкурси у Львівському національному університеті ім. Івана Франка, в Українській академії друкарства та в Українському католицькому університеті.
Найвагоміший внесок у становлення ІФКС НАН України та у розвиток статистичної фізики конденсованої речовини зробили академіки НАН України І. Р. Юхновський (почесний директор Інституту) та І. М. Мриглод (директор Інституту з 2006 року), члени-кореспонденти НАН України І. В. Стасюк та М. Ф. Головко, доктори фізико-математичних наук І. О. Вакарчук, Р. Р. Левицький, Ю. К. Рудавський, М. П. Козловський, М. А. Кориневський, М. В. Токарчук, М. В. Ваврух, З. О. Гурський, Р. П. Гайда, Ю. В. Калюжний, Ю. В. Головач, О. В. Держко, М. В. Шовгенюк, В. І. Третяк, Т. М. Брик, А. Д. Трохимчук, О. В. Пацаган, Я. М. Ільницький.
Представники Львівської школи статистичної фізики — учні академіка Ігоря Юхновського — успішно працюють нині не лише в академічних установах, але й у стінах багатьох вищих навчальних закладів України, примножують славу української науки в університетах США, Канади, Німеччини, Великої Британії, Польщі, Франції, Австрії, Мексики.
Сьогодні в Інституті працює близько ста працівників, з них близько 75 дослідників. Серед них — 2 академіки, 2 член-кореспонденти, 16 докторів, 39 кандидатів наук та 9 аспірантів. З часу створення Інституту наукові працівники були відзначені державною премією УРСР в галузі науки і техніки, премією НАН України імені М. М. Крилова, премією НАН України імені С. І. Пекаря, а також Почесними грамотами Верховної Ради України та Президії НАН України. У 2005 році І. Р. Юхновському Указом Президента України присвоєно звання Героя України із врученням Ордена Держави.
Протягом останнього десятиріччя науковці Інституту на конкурсній основі виграли більше 30 міжнародних грантів таких фондів, як Міжнародний науковий фонд (фонд Сороса), CRDF, CNRS, INTAS, Eco-Net, УНТЦ. Молоді вчені є отримувачами грантів Президента України та президента НАН України, грантів Міжнародних фондів імені Гумбольдта та імені Марії Кюрі.
Інститут проводить широку координаційну та міжнародну діяльність і тісно співпрацює із провідними фізичними науковими установами світу. Щороку Інститут виступає організатором міжнародних та всеукраїнських наукових конференцій.
Головну будівлю Інституту, що розташована за адресою — вулиця Свєнціцького, 1 (стара назва — Інститутська) було споруджено в 1900 році за проектом Людвіка Вежбицького — архітектора, знаного мистецтвознавця, громадського діяча та проектувальника багатьох муніципальних будівель на Галичині. Колись тут було Товариство наукової допомоги. За радянських часів будівля належала львівському обкому КПУ (школа вищого партійного активу, зональна комсомольська школа). Інститут фізики конденсованих систем НАН України переїхав до цього будинку в 1991 році.